# دوير رسلان
دوير رسلان قرية سورية جبلية من قرى الساحل السوري تتبع محافظة طرطوس، تتمتع بطبيعة خلَّابة فائقة الجمال؛ بجبال مغطاة بالخُضرة والغابات الكثيفة، وديان سحيقة، وينابيع مياه عذبة. تحيط بها عدة قرى جبلية خلابة منها عين بالوج، شوبير، بمنة، بشمشة، بويضة الشيخ مسلم، عين دليمة، المحيلبة، بيت الوادي، والعديد من القرى الساحرة بطبيعتها.
تبعد دوير رسلان عن مدينة طرطوس قرابة 50 كم، ويبلغ عد سكَّانها 5000 نسمة. وهي بلدة جميلة جدًّا تقع ضمن مجموعة من القرى والمصايف الجبلية في وسط الجبال والغابات السورية الطبيعية الرائعة. من أشهر هذه الغابات غابة جبل النبي متي الصنوبرية. وفي دوير رسلان عدَّة مغارات وكهوف طبيعية، ونباتات نادرة.